# Juan Ignacio Chela
Juan Ignacio Chela (ur. 30 sierpnia 1979 w Buenos Aires) – argentyński tenisista, reprezentant w Pucharze Davisa, dwukrotny olimpijczyk (2000 i 2004).

## Kariera tenisowa
Występy w gronie profesjonalistów rozpoczął w 1998 roku, a zakończył 3 grudnia 2012 roku. W swoim debiutanckim sezonie doszedł do finału w jednym z turniejów ATP Challenger Tour, w Limie. W 1999 wygrał dwie imprezy ATP Challenger Tour, a rok później odniósł pierwsze zwycięstwo turniejowe w cyklu ATP World Tour, po sukcesie w Meksyku. Do turnieju głównego awansował z eliminacji, a w drodze do finału pokonał m.in. Gustavo Kuertena, natomiast w decydującym meczu rodaka Mariano Puertę.
W 2001 roku kariera Cheli uległa na krótko zatrzymaniu, gdy został zdyskwalifikowany na trzy miesiące i ukarany grzywną w wysokości 8 tysięcy dolarów za wykrycie w jego organizmie obecności metylotestosteronu podczas turnieju ATP Masters Series w Indian Wells. Po odbyciu kary zanotował serię startów w turniejach ATP Challenger Tour, wygrywając sześć imprez tej rangi i odzyskując pozycję w czołowej setce rankingu światowego oraz uzyskał finał zawodów ATP World Tour w Bogocie (porażka z Fernando Vicente). Dalszy awans Argentyńczyk zanotował w 2002 roku, kiedy dzięki wygranej w Amersfoort (w finale z Albertem Costą), finałom w Sydney i Long Island oraz 1/8 finału US Open awansował do czołowej trzydziestki rankingu światowego.
W kwietniu 2004 roku wygrał swój trzeci turniej w grze pojedynczej, na kortach ziemnych w Estoril. W finale pokonał Marata Safina. Tegoż samego roku osiągnął ćwierćfinał w wielkim szlemie, na korach imieniem Rolanda Garrosa. Mecz o dalszą fazę turnieju przegrał z Brytyjczykiem Timem Henmanem. Wyniki te dały mu awans na najwyższą w karierze pozycję w rankingu – nr 15. (w sierpniu 2004). Również tego roku Argentyńczyk zwyciężył w rozgrywkach gry podwójnej w Viña del Mar, partnerując Gastónowi Gaudio oraz doszedł do finału w Acapulco tworząc parę z Nicolásem Massú.
W 2005 roku, podczas pojedynku III rundy w Australian Open Chela splunął w stronę reprezentanta gospodarzy Lleytona Hewitta. Do końca roku Argentyńczyk zagrał w finale debla w Estoril. Partnerem deblowym Cheli był Tommy Robredo, jednak w finale przegrał z Františkiem Čermákiem i Leošem Friedlem.
W styczniu 2006 roku Chela osiągnął 1/8 finału Australian Open, eliminując m.in. faworyta gospodarzy, Lleytona Hewitta. Ponadto był w kolejnych dwóch finałach turniejowych, w Acapulco, gdzie uległ Peruwiańczykowi Luisowi Hornie oraz w Kitzbühel, przegrywając pojedynek finałowy z Agustínem Callerim.
W lutym 2007 roku Chela wygrał swój czwarty turniej w singlu, podczas rywalizacji w Acapulco. W drodze po tytuł pokonał m.in. Calleriego, a w finale wynikiem 6:3, 7:6(2) Hiszpana Carlosa Moyę. Pod koniec maja 2007 roku Chela zdobył wspólnie z José Acasuso, Agustínem Callerim i Sebastiánem Prieto drużynowy puchar świata. Chela rozegrał trzy pojedynki singlowe, przegrywając najpierw z Robinem Söderlingiem, następnie wygrywając z Fernando Gonzálezem i w finale ponownie przegrywając, tym razem z Tomášem Berdychem. Ostatecznie jednak Argentyńczycy pokonali Czechów 2:1. Na przełomie sierpnia i września Chela doszedł do ćwierćfinału wielkoszlemowego US Open, po wyeliminowaniu m.in. Ivana Ljubičicia i Stanislasa Wawrinki; przegrał z Davidem Ferrerem.
W 2008 roku Chela zmagał się z problemami zdrowotnymi kończąc sezon tuż po wielkoszlemowym Rolandzie Garrosie. Najlepszym rezultatem Argentyńczyka w sezonie był awans do półfinału rozgrywek w Buenos Aires. Rok później Chela startował głównie w zawodach ATP Challenger Tour wygrywając turniej w Medellínie oraz osiągając finał w Brasílii.
W 2010 roku Chela powrócił do zawodowego Touru i w kwietniu wygrał zawody w Houston. Po drodze wyeliminował m.in. Lleytona Hewitta, a w finale pokonał w trzech setach Sama Querreya. We wrześniu zwyciężył w Bukareszcie, zarówno w grze pojedynczej oraz podwójnej. W singlu, pokonał w finale Pablo Andújara, natomiast w deblu Marcela Granollersa i Santiago Venturę. Partnerem deblowym Argentyńczyka był Łukasz Kubot. Chela zakończył rok 2010 na 38. miejscu w rankingu singlowym.
Pierwszy finał w 2011 roku Chela rozegrał w połowie lutego w Buenos Aires. Po drodze pokonał m.in. drugiego w rozstawieniu w zawodach, Stanislasa Wawrinkę. Mecz finałowy przegrał jednak z Nicolásem Almagro. W połowie kwietnia Argentyńczyk dotarł do finału gry podwójnej w rozgrywkach rangi ATP World Tour Masters 1000, w Monte Carlo. Grając w parze z Bruno Soaresem przegrali jednak w finale z Bobem i Mikiem Bryanami. Pod koniec maja, podczas wielkoszlemowego Rolanda Garros Argentyńczyk dotarł do ćwierćfinału singla. Pojedynek o półfinał zakończył się porażką Cheli z Andym Murrayem.
W reprezentacji narodowej w Pucharze Davisa Chela debiutował w 2000 roku w meczu z Kanadą. Chela przegrał jednak w grze pojedynczej zarówno z Danielem Nestorem, jak i Sébastienem Lareau. W sezonie 2006 pokonał m.in. Chorwata Sašę Tuksara w decydującym, piątym pojedynku ćwierćfinału grupy światowej. W pierwszym meczu finału przeciwko Rosji, w tym samym roku, uległ Nikołajowi Dawydience 1:6, 2:6, 7:5, 4:6. Ostatecznie Rosjanie wygrali rywalizację 3:2 zdobywając tym samym tytuł mistrzowski. Ogółem dorobek Cheli w Pucharze Davisa to 12 zwycięstw i 6 porażek.

### Finały w turniejach ATP World Tour
| Legenda                                      |
| -------------------------------------------- |
| Wielki Szlem                                 |
| Igrzyska olimpijskie                         |
| Tennis Masters Cup / ATP Finals              |
| ATP Masters Series / ATP Tour Masters 1000   |
| ATP International Series Gold / ATP Tour 500 |
| ATP International Series / ATP Tour 250      |

#### Gra pojedyncza (6–6)
| Końcowy wynik | Nr | Data             | Turniej      | Nawierzchnia | Przeciwnik          | Wynik finału     |
| Zwycięzca     | 1. | 27 lutego 2000   | Meksyk       | Ceglana      | Mariano Puerta      | 6:4, 7:6(4)      |
| Finalista     | 1. | 4 lutego 2001    | Bogota       | Ceglana      | Fernando Vicente    | 4:6, 6:7(6)      |
| Finalista     | 2. | 12 stycznia 2002 | Sydney       | Twarda       | Roger Federer       | 3:6, 3:6         |
| Zwycięzca     | 2. | 21 lipca 2002    | Amersfoort   | Ceglana      | Albert Costa        | 6:1, 7:6(4)      |
| Finalista     | 3. | 25 sierpnia 2002 | Long Island  | Twarda       | Paradorn Srichaphan | 7:5, 2:6, 2:6    |
| Zwycięzca     | 3. | 18 kwietnia 2004 | Estoril      | Ceglana      | Marat Safin         | 6:7(2), 6:3, 6:3 |
| Finalista     | 4. | 4 marca 2006     | Acapulco     | Ceglana      | Luis Horna          | 6:7(5), 4:6      |
| Finalista     | 5. | 30 lipca 2006    | Kitzbühel    | Ceglana      | Agustín Calleri     | 6:7(9), 2:6, 3:6 |
| Zwycięzca     | 4. | 3 marca 2007     | Acapulco     | Ceglana      | Carlos Moyá         | 6:3, 7:6(2)      |
| Zwycięzca     | 5. | 11 kwietnia 2010 | Houston      | Ceglana      | Sam Querrey         | 5:7, 6:4, 6:3    |
| Zwycięzca     | 6. | 26 września 2010 | Bukareszt    | Ceglana      | Pablo Andújar       | 7:5, 6:1         |
| Finalista     | 6. | 20 lutego 2011   | Buenos Aires | Ceglana      | Nicolás Almagro     | 3:6, 6:3, 4:6    |

#### Gra podwójna (3–3)
| Końcowy wynik | Nr | Data             | Turniej      | Nawierzchnia | Partner       | Przeciwnicy w finale               | Wynik finału    |
| Zwycięzca     | 1. | 15 lutego 2004   | Viña del Mar | Ceglana      | Gastón Gaudio | Nicolás Lapentti Martín Rodríguez  | 7:6(2), 7:6(3)  |
| Finalista     | 1. | 7 marca 2004     | Acapulco     | Ceglana      | Nicolás Massú | Bob Bryan Mike Bryan               | 2:6, 3:6        |
| Zwycięzca     | 2. | 18 kwietnia 2004 | Estoril      | Ceglana      | Gastón Gaudio | František Čermák Leoš Friedl       | 6:2, 6:1        |
| Finalista     | 2. | 1 maja 2005      | Estoril      | Ceglana      | Tommy Robredo | František Čermák Leoš Friedl       | 3:6, 4:6        |
| Zwycięzca     | 3. | 26 września 2010 | Bukareszt    | Ceglana      | Łukasz Kubot  | Marcel Granollers Santiago Ventura | 6:2, 5:7, 13-11 |
| Finalista     | 3. | 17 kwietnia 2011 | Monte Carlo  | Ceglana      | Bruno Soares  | Bob Bryan Mike Bryan               | 3:6, 2:6        |

### Starty wielkoszlemowe (gra pojedyncza)
| Turniej          | 2000  | 2001  | 2002  | 2003  | 2004  | 2005  | 2006  | 2007  | 2008  | 2009  | 2010  | 2011  | 2012  | Wygrane turnieje | Bilans w turnieju |
| ---------------- | ----- | ----- | ----- | ----- | ----- | ----- | ----- | ----- | ----- | ----- | ----- | ----- | ----- | ---------------- | ----------------- |
| Australian Open  | –     | 3R    | 2R    | 2R    | 2R    | 3R    | 4R    | 3R    | 1R    | –     | 1R    | 1R    | 3R    | 0 / 11           | 14–11             |
| French Open      | 2R    | –     | 1R    | 3R    | QF    | 2R    | 1R    | 2R    | 2R    | 1R    | 2R    | QF    | 1R    | 0 / 12           | 15–12             |
| Wimbledon        | 1R    | –     | 1R    | 2R    | 2R    | –     | 1R    | 2R    | –     | –     | 1R    | 2R    | 1R    | 0 / 9            | 4–9               |
| US Open          | 1R    | –     | 4R    | 3R    | 1R    | 1R    | 1R    | QF    | –     | 2R    | 2R    | 3R    | –     | 0 / 10           | 13–10             |
| Wygrane turnieje | 0 / 3 | 0 / 1 | 0 / 4 | 0 / 4 | 0 / 4 | 0 / 3 | 0 / 4 | 0 / 4 | 0 / 2 | 0 / 2 | 0 / 4 | 0 / 4 | 0 / 3 | 0 / 42           | N/A               |
| Bilans spotkań   | 1–3   | 2–1   | 4–4   | 6–4   | 6–4   | 3–3   | 3–4   | 8–4   | 1–2   | 1–2   | 2–4   | 7–4   | 2–3   | N/A              | 46–42             |

### Starty wielkoszlemowe (gra podwójna)
| Turniej          | 2003  | 2004  | 2005  | 2006  | 2007  | 2008  | 2009  | 2010  | 2011  | 2012  | Wygrane turnieje | Bilans w turnieju |
| ---------------- | ----- | ----- | ----- | ----- | ----- | ----- | ----- | ----- | ----- | ----- | ---------------- | ----------------- |
| Australian Open  | 2R    | 3R    | 2R    | 2R    | –     | –     | –     | 1R    | 1R    | 2R    | 0 / 7            | 6–7               |
| French Open      | 2R    | 3R    | 2R    | 1R    | –     | 3R    | 1R    | 1R    | 1R    | 2R    | 0 / 9            | 7–9               |
| Wimbledon        | 2R    | 1R    | –     | –     | –     | –     | –     | SF    | 3R    | 3R    | 0 / 5            | 9–5               |
| US Open          | 1R    | 1R    | 1R    | 2R    | –     | –     | 3R    | 2R    | 2R    | –     | 0 / 7            | 5–7               |
| Wygrane turnieje | 0 / 4 | 0 / 4 | 0 / 3 | 0 / 3 | 0 / 0 | 0 / 1 | 0 / 2 | 0 / 4 | 0 / 3 | 0 / 3 | 0 / 27           | N/A               |
| Bilans spotkań   | 3–4   | 4–4   | 2–3   | 2–3   | 0–0   | 2–1   | 2–2   | 5–4   | 1–3   | 4–3   | N/A              | 25–27             |